# それ行け!爆風ザ・スランプ
それ行け!爆風ザ・スランプ（それゆけばくふうザスランプ）は、1988年10月から1989年9月まで放送されていたラジオ番組。

## 概要
メインパーソナリティは、月曜日に出演していた『ABC東京発 アーチストNOW』（ABCラジオ、1987年10月〜1988年9月）に続いてのメインとなった爆風スランプのパッパラー河合で、当時爆風スランプのサックス、キーボードの準メンバー（サポートメンバー）だったチャーシューメン黒石（黒石正博）を相手役にして進行されていた、はがきを中心に構成されていた番組。サンプラザ中野は「レギュラーゲスト」という形で番組に入っていた。「無意味・無責任・無国籍の新三無主義」が本番組のポリシーとされていた。
本番組はキー局を持たない番組制作会社製作の番組。AM局だけでなく、一部FM局でも放送されていた。放送形態は、広島FMが週1回1時間のフルバージョンだったことがあったが、他の局は週1回30分の放送が多く、中には月曜〜金曜毎日10分の帯番組形式だったり、最短では週1回5分（新潟放送）バージョンもあったりと局によって様々だった。これの難点として「（情報が）リアルタイムに届かない」ことを二人が挙げていたことがある。

## 主なコーナー
幕府と官軍（BAKUFU＆KANGUN）
- あらゆる爆風スランプのライバルを徹底分析・研究し、爆風スランプにとってプラスにしようという趣旨のコーナー[3][5]。

中野サンプラザホールは駅の前
- レギュラーゲストのサンプラザ中野が若者文化を考えるというのが主なコーナー内容[3]。

売れたぜ一曲
- いわゆる一発屋の歌手を採り上げて考察し、その歌手の曲をかける[4][5]。

歌の三段跳び
おいらの血圧1万ボルト
- 世の中の世相やニュースを採り上げたり、リスナーからの怒りのはがきなどに応えたりして二人が怒りまくる[4][5]。

金網ミスマッチ・無制限時間がない
- 食べ物や事物などあらゆる変な物や、「私はこんな変なことが出来る」などといったリスナーからのはがきを紹介[4][5]。

ザ・ムームー
- 様々なオカルト的なものや、不思議な現象を募集して紹介。河合考案のコーナー[5]。

くたばれトレンディ
- 途中1989年4月から行われていたコーナー[6]。

## ネット局

### AM局
- 北海道放送：土曜20:00 - 20:30 （1988年10月〜1989年3月）→ 月曜20:00 - 20:30 （1989年4月〜1989年9月）
- 青森放送：火曜21:30 - 22:00 （1988年10月〜1989年3月 ※途中打ち切り）
- 岩手放送：土曜22:50 - 23:00 （1989年4月〜1989年9月 ※途中から）
- 山形放送：日曜18:45 - 19:00 （1988年10月〜1989年3月）→ 月曜22:30 - 23:00 （1989年4月〜1989年9月）
- ラジオ福島：月曜 - 金曜21:40 - 21:50 （1988年10月〜1989年3月）→ 土曜24:30 - 25:00 （1989年4月〜1989年9月）
- 茨城放送：水曜23:00 - 23:30
- 新潟放送：日曜21:45 - 21:50 （1988年10月〜1989年3月 ※途中打ち切り）
- 山梨放送：火曜 - 金曜21:50 - 22:00 （1988年10月〜1989年3月）→ 月曜21:30 - 22:00（1989年4月〜1989年9月）
- 北日本放送：土曜22:10 - 22:30
- 山陰放送：木曜21:00 - 21:50 （1988年10月〜1989年3月）→ 日曜16:05 - 16:35 （1989年4月〜1989年9月）
- 四国放送：火曜22:00 - 22:30 （1989年4月〜1989年9月 ※途中から）
- 西日本放送：月曜 - 金曜21:00 - 21:10 （1988年10月〜1989年3月）→ 日曜16:05 - 16:30 （1989年4月〜1989年9月）
- RKB毎日放送：土曜26:40 - 27:00 （土曜深夜2:40 - 3:00）
- 長崎放送：水曜21:30 - 22:00 （1988年10月〜1989年3月 ※途中打ち切り）
- 熊本放送：月曜 - 金曜21:20 - 21:30 （1988年10月〜1989年3月）→ 土曜24:00 - 24:30 （1989年4月〜1989年9月）

### FM局
- FM仙台：月曜18:30 - 19:00
- 広島FM：土曜26:00 - 27:00 （土曜深夜2:00 - 3:00 ※途中打ち切り）